# Moʻunu (Vavaʻu)
Moʻunu ist eine Insel in der tonganischen Inselgruppe Vavaʻu.

## Geographie
Moʻunu liegt östlich von Ovaka, dem Zentrum des Verwaltungsbezirks Motu, und Ovalau. Zur selben Riffkrone gehören noch die Inseln ʻEuakafa im Osten sowie Lua Ui im Süden. Nördlich liegen die Inselchen Fonualai und Sisia.

## Klima
Das Klima ist tropisch heiß, wird jedoch von ständig wehenden Winden gemäßigt. Ebenso wie die anderen Inseln der Vavaʻu-Gruppe wird Moʻunu gelegentlich von Zyklonen heimgesucht.